# Conasprella ichinoseana
Conasprella ichinoseana is een in zee levende slakkensoort uit het geslacht Conasprella. De slak behoort tot de familie kegelslakken (Conidae). Conasprella ichinoseana werd in 1956 beschreven door Kuroda. Net zoals alle soorten binnen het geslacht Conasprella zijn deze slakken roofzuchtig en giftig. Zij bezitten een harpoenachtige structuur waarmee ze hun prooi kunnen steken en verlammen.